# Louis Ide
Louis Ide (ur. 3 lipca 1973 w Roeselare) – belgijski i flamandzki lekarz oraz polityk, członek belgijskiego Senatu, poseł do Parlamentu Europejskiego VIII kadencji.

## Życiorys
Ukończył studia medyczne na niderlandzkojęzycznym Katolickim Uniwersytecie w Leuven. Kształcił się następnie w Instytucie Medycyny Tropikalnej w Antwerpii. Specjalizował się w zakresie higieny szpitalnej i biologii klinicznej. Zawodowo związany ze szpitalem w Gandawie.
Przystąpił do Nowego Sojuszu Flamandzkiego, w 2004 dołączył do zarządu krajowego partii, do 2007 był jej wiceprzewodniczącym. W tym samym roku wszedł w skład federalnego Senatu, w którym zasiadał do 2014, pełniąc w nim m.in. funkcję wiceprzewodniczącego (od 2013). W 2014 z ramienia swojego ugrupowania uzyskał mandat eurodeputowanego VIII kadencji. Mandat europosła złożył w grudniu 2014 w związku z powołaniem na stanowisko sekretarza generalnego Nowego Sojuszu Flamandzkiego.